# Splash screen
„Splash screen“ е термин използван за описване на изображение, което се появява докато компютърна програма е в процес на зареждане. Тези изображения често не покриват целия екран, а само отрязък в центъра му. Те биват използвани, за да осведомяват потребителя, че програмата се зарежда, както и за да дават информация за версията ѝ. Могат да съдържат графични анимации и звук.